# DSB Bank
DSB Bank N.V. (DSB: Dirk Scheringa Beheer), voorheen DSB Groep, was een Nederlandse bank die in 2009 failliet ging. Vanaf 2016 voerden de twee curatoren van de bank de lopende zaken uit onder de naam Finqus. Op 17 december 2021 werd het faillissement beëindigd.
DSB Bank raakte voor het faillissement al verschillende malen in opspraak. In 2009 werd de bank beschuldigd van financiële wanpraktijken, onder andere vanwege vermeende te dure hypotheken en koopsompolissen, en kreeg het een aantal boetes opgelegd door de AFM. Op 12 oktober 2009 werd door de rechtbank op verzoek van De Nederlandsche Bank de noodregeling in de zin van de Wet op het financieel toezicht van toepassing verklaard. Op 19 oktober 2009 is DSB Bank failliet verklaard.
DSB Bank vormde de kern van een conglomeraat aan bedrijven. Het was een gesloten naamloze vennootschap waarvan de aandelen werden gehouden door DSB Ficoholding N.V. Andere dochters hiervan waren DSB Schade en DSB Leven. Alle aandelen van DSB Ficoholding N.V. waren op hun beurt in handen van DSB Beheer B.V., eigendom van Dirk Scheringa. In DSB Beheer waren ook ondergebracht AZ N.V. en DS Arts B.V., waar het Scheringa Museum voor Realisme onder viel. DSB Ficoholding en zijn dochters vielen onder de Wet op het financieel toezicht, de overige activiteiten niet. Sinds 21 oktober 2009 is ook DSB Beheer failliet. Later gingen ook verschillende andere onderdelen van de groep failliet, waaronder DS Arts op 17 november 2009.

## Geschiedenis

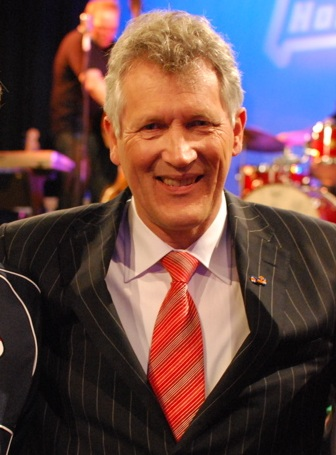
Dirk Scheringa

Het bedrijf is in 1975 opgericht als Buro Frisia door zakenman Dirk Scheringa en zijn vrouw Baukje Scheringa-de Vries. Dirk Scheringa was voordien politieagent, in zijn vrije tijd hielp hij mensen met belastingaangiften en gaf hij financieel advies. Van dat laatste besloot hij in 1977 zijn beroep te maken: hij stopte bij de politie en richtte zich fulltime op financieel advies. Scheringa handelde vanaf het begin onder verschillende namen, waaronder Frisia Financieringen. De zaken gingen goed, door autonome groei en overnames groeide het bedrijf gestaag. In 1997 had het bedrijf van Scheringa een vermogen van € 25 miljoen en een balanstotaal van € 300 miljoen. Op 28 december 1998 werd de DSB Groep opgericht, waar Buro Frisia in opging.
Eind jaren negentig wilde Dirk Scheringa naar de beurs met zijn bedrijf, de waarde van de onderneming werd op dat moment op € 400 miljoen geschat. Enkele uren voor de aangekondigde beursgang, in 2000, blies hij deze echter af, volgens eigen zeggen omdat hij het niet eens zou zijn met de banken over de introductiekoers. Scheringa bleef enig aandeelhouder en vond nieuwe wegen om kapitaal aan te trekken zonder de macht uit handen te geven: hij leende maximaal bij, waaronder achtergestelde leningen als toevoeging aan het garantievermogen (zie ook bankreserves). De belangrijkste bedrijfsonderdelen waren "DSB Bank" voor spaarproducten en "DSB Direct" voor kredietproducten. Dit laatste bedrijfsonderdeel gebruikte veel verschillende merknamen als Becam, Postkrediet, lenen.nl en Frisia Financieringen.
Op 24 december 2005 kreeg DSB van De Nederlandsche Bank een bankvergunning. In dat jaar boekte de DSB Groep een omzet van € 216 miljoen. Het bedrijf had toentertijd ongeveer 2000 mensen in dienst. Begin 2006 werd het bedrijf omgevormd tot algemene consumentenbank en hernoemd tot DSB Bank N.V. Anders dan bij veel andere banken kwam de winst vooral uit provisie-inkomsten afkomstig van de verkoop van koopsompolissen en overlijdensrisicoverzekeringen die tegelijk met de leningen werden verkocht. Deze koppelverkoop is officieel verboden in Nederland (voor consumentenkrediet zie verbod op koppelverkoop bij consumentenkrediet); de consument moet opletten en de Autoriteit Financiële Markten moet er op toezien. Er gebeurde echter niets en DSB kon doorgaan met deze verkoopmethode. Pas in 2009 kwam de methode uitgebreid in de media in opspraak.

## Activiteiten

### Algemeen
DSB Bank was een bedrijf met ruim twintig vestigingen in Nederland. Het hoofdkantoor zat in het Noord-Hollandse Wognum. De woordvoerder van de DSB Bank was Klaas Wilting.
Het bedrijf leverde hypothecaire en consumptieve leen-, spaar-, en verzekeringsproducten aan particulieren en had in Nederland een marktaandeel van circa 17% op het gebied van consumptief krediet. Ook in België en Duitsland was DSB Bank actief.
DSB Bank had een bankvergunning van de Nederlandsche Bank (DNB) en was geregistreerd bij de Autoriteit Financiële Markten. DSB Bank was als deelnemer aangesloten bij Stichting Bureau Krediet Registratie (BKR). DSB Bank onderschreef de gedragscode verwerking persoonsgegevens financiële instellingen van de Nederlandse Vereniging van Banken (NVB).

### Handelsnamen
DSB Bank opereerde onder een groot aantal handelsnamen, waarvan Becam, Frisia Financieringen, Lenen.nl en Postkrediet de bekendste waren. Deze namen werden gebruikt voor financieringsinstellingen, beleggingsgroepen, incasso, pensioenbeheerders en andere bedrijven van de DSB Groep.
Vier maanden na het faillissement bleek dat het nog steeds mogelijk is om bij Frisia.nl, Becam, Postkrediet.nl en Lenen.nl geld te lenen.

### Internationaal
Onder de naam DSB International had DSB bank ook op beperkte schaal activiteiten buiten Nederland. Deze afdeling viel ook rechtstreeks onder DSB Bank. Tot het faillissement werd de directie gevoerd door Johan Tuijp en Richard van der Burgh. DSB International viel onder de verantwoordelijkheid van Hans van Goor (COO DSB Bank). Er waren zeven vestigingen in België (door de overname van Silver Finance nv) die consumptief krediet verstrekte en het bedrijf Creafin dat hypotheken verstrekte. Ook in Duitsland en Slovenië was DSB International sinds 2007 bezig met het opzetten van activiteiten.

### Bedrijfsstructuur
| Bedrijfsstructuur | Bedrijfsstructuur |
| --- | ----------------- |
| - Stichting Administratiekantoor Dirk Scheringa Beheer (uitgifte certificaten van aandelen) - DSB Beheer B.V. (houdstermaatschappij - failliet per 21-10-2009) - DSB Ficoholding N.V. (houdstermaatschappij) - DSB Bank N.V. (bankbedrijf - failliet per 19-10-2009) - DSB Verzekeringen B.V. (volmachtbedrijf DSB Schade en DSB Leven) - DSB Belgium nv (houdstermaatschappij Belgische activiteiten) - Creafin nv (hypotheekverstrekker) - Silver Finance sa (verstrekker consumentenleningen) - DSB Beveiliging B.V. (persoonsbeveiliging D. Scheringa - failliet per 1-12-2009) - DSB International B.V. - DSB Deutschland GmbH - DSB Direkt GmbH - DSB Leeuwarden B.V. (hypotheekbemiddelaar - failliet per 29-12-2009) - DSB Print B.V. (drukkerij - failliet per 5-1-2010) - FinanzDesk Service GmbH (50%; consumentencommunicatie voor DSB Deutschland GmbH) - Inspectrum Groep B.V. (incassobureau) - Paul.nl B.V. (49%) (zoekmachinewebsite - verkocht aan de overige aandeelhouders in november 2009) - DSB Schade N.V. (schadeverzekeringen) - DSB Leven N.V. (levensverzekeringen) - DS Verzekeringen Holding N.V. (in staat van liquidatie) - (eventuele dochters niet bekend) - DSB Participaties B.V. (houdstermaatschappij - failliet per 14-9-2010) - DSB Intermediairs B.V. (houdstermaatschappij van intermediairbedrijven) - Krediet Groep Nederland B.V. - Leencentrum Nederland B.V. - Van Rijswijk Groep B.V. - Hendriks & Partner B.V. - Leenwereld B.V. - Nifa Financieringen B.V. - DGAC Financial Services B.V. - Keurkrediet Nederland B.V. - Call Direct Centre B.V. - DGA Financieel Adviseurs Zeeland B.V. - DGA Assuradeuren B.V. - Hollandse Krediet & Verzekeringscentrale B.V. - Gema Advies Groep B.V. (failliet per 11-5-2010) - Krediet-Protector B.V. - Hypotheek-Protector B.V. (failliet per 3-6-2010) - Lease-Protector B.V. - DSB Internetbedrijven B.V. (houdstermaatschappij - failliet per 14-9-2010) - Plazacasa B.V. (79,49%) (failliet per 30-8-2011) - Jaap.nl B.V. (50%) (exploitatie Huizenzoeksite. Overige 50%: Telegraaf Media Nederland B.V. (TMN). Per 29-4-2010 volledig eigendom van TMN) - Clicks 4 Sales B.V. (99,995%) (houder 162 domeinnamen. Overige 0,005%: DSB Beheer - failliet per 31-12-2010) - DSB Vastgoed B.V. (houdstermaatschappij - failliet per 14-9-2010) - DSB Vastgoed Ontwikkeling B.V. (houdstermaatschappij - failliet per 14-9-2010) - Zeezicht B.V. (lege vennootschap) - Scheringa Museum B.V. (grondbezit nieuwe Scheringa-museum - failliet per 14-9-2010) - AZ Trainingscomplex B.V. (lege vennootschap) - DSB Spanbroekerweg B.V. (10 percelen grond met opstallen - failliet per 14-9-2010) - DSB Vastgoed Exploitatie B.V. (houdstermaatschappij - failliet per 14-9-2010) - DSB Bankfilialen B.V. (beheer en exploitatie van kantoorpanden - failliet per 14-9-2010) - Rinsma State B.V. (beheer en exploitatie van landgoed te Driesum - failliet per 14-9-2010) - DSB Stadion B.V. (beheer en exploitatie van voetbalstadion AZ - failliet per 3-6-2010) - DSB Vastgoed Beleggingen B.V. (bezit pand oude Scheringa-museum - failliet per 14-9-2010) - DS Sport en Art Beheer B.V. (houdstermaatschappij - failliet per 14-9-2010) - DS Sport B.V. (houdstermaatschappij - failliet per 23-8-2011) - AZ N.V. (profvoetbalclub - verkocht aan Stichting AZ Alkmaar in juni 2010) - DS Art B.V. (eigenaar kunstcollectie en exploitatie Scheringa-museum - failliet per 17-11-2009) - Veestapel Opmeer B.V. (schaapskudde - failliet per 14-9-2010) |                   |

## Sponsoring en reclame

### Sportsponsoring en museum

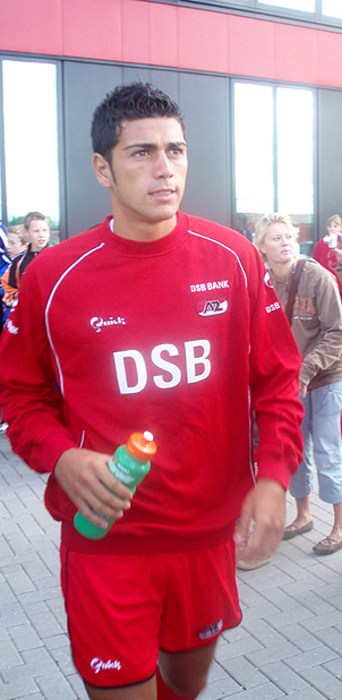
Graziano Pellè in een trainingsshirt van AZ Alkmaar

Sinds 1993 was de profvoetbalclub AZ eigendom van Dirk Scheringa, tevens voorzitter. De DSB Bank was de hoofdsponsor van de Alkmaarse club, Frisia Financieringen (ook van DSB) was subsponsor. AZ voetbalde in shirts met daarop de naam DSB. DSB was ook de naamgever van het nieuwe voetbalstadion in Alkmaar, namelijk het DSB Stadion (inmiddels omgedoopt). Frisia Financieringen was naast subsponsor van AZ, de hoofdsponsor van de AZ Vrouwen. Ook had DSB Bank een marathonschaatsploeg en een langebaanschaatsploeg gesponsord (de DSB-schaatsploeg). DSB sponsorde verder een wielerploeg in het damespeloton (de DSB Wielerploeg), was sponsor van de Koninklijke Nederlandse Gymnastiek Unie, korfbalvereniging Dalto en persoonlijk sponsor van judoka Henk Grol. Ook was DSB Bank in 2009 naamgever van de KNSB Cup (het kampioenschap in het marathonschaatsen).
Scheringa is naast sportfanaat ook kunstliefhebber en -verzamelaar. Hij was de initiatiefnemer van het in 1997 opgerichte Scheringa Museum voor Realisme in Spanbroek. Dit museum bood onderdak aan een collectie magisch realistische schilderijen van onder andere Carel Willink; deze collectie was ondergebracht in DSB Beheer.

### Tv-reclame
DSB bank maakte in vergelijking met andere financiële instellingen veel televisiereclame. Deze reclames scoorden hoog bij de jaarlijkse verkiezing van de Loden Leeuw, de prijs voor de meest irritante reclame van het TROS-programma Radar. In 2004 werd "de leningman" van Becam genomineerd in zowel de algemene categorie als de categorie voor irritante bekende Nederlander, met Frits Bom als Leningman. In de algemene categorie wonnen ze ook. Het jaar daarvoor had Frisia Financiering in dezelfde categorie gewonnen met een spot waarin oud RTL 4-nieuwslezer Edvard Niessing het nieuws verkondigt over goedkopere leningen. Dat jaar werd Lenen.nl tweede en eindigde Postkrediet op de vijfde plaats. Als gevolg van de hoeveelheid reclame was de naamsbekendheid van de betreffende financiële instellingen groot.

## Vertrek en benoeming topmannen

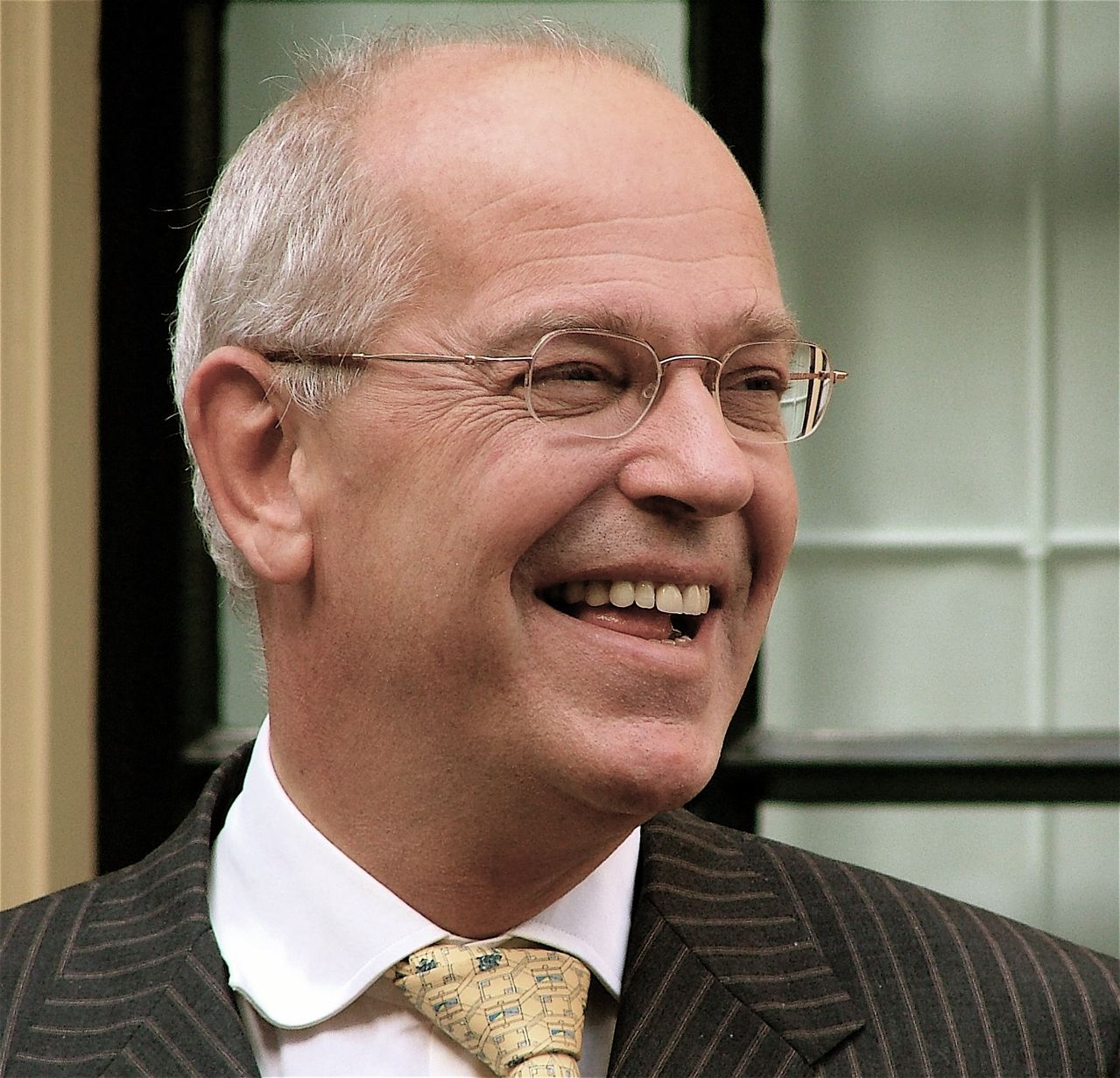
Gerrit Zalm

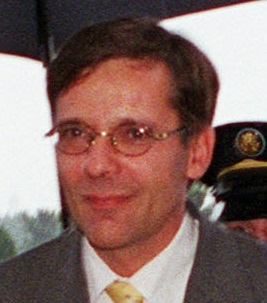
Frank de Grave

In juni 2007 werd voormalig minister van Financiën Gerrit Zalm hoofdeconoom bij DSB en in december 2007 werd hij benoemd tot financieel directeur. In november 2008 werd bekend dat Zalm overstapte naar ABN AMRO. Hij werd in maart 2009 opgevolgd door Frank de Grave, die twee maanden later alweer vertrok bij DSB. In dezelfde periode vertrokken er nog meer topmannen bij DSB: directeur Sparen en Beleggen René Frijters, CFO Jaap van Dijk, Riskmanager Peter Hekking, Hoofd Interne Accountantsdienst Ruud van Dijk en Chief Information Officer Reggie de Jong.
In juli 2009 werd Robin Linschoten, voormalig staatssecretaris van Sociale Zaken en Werkgelegenheid, benoemd tot bestuurslid bij DSB. Linschoten was al commissaris bij de bank. Frank de Grave werd in juli 2009 opgevolgd door registeraccountant Ronald Buwalda, Buwalda werd financieel directeur.

## DSB in opspraak

### Dure koopsommen en (te) hoge hypotheken
Begin 2009 raakte DSB Bank in opspraak. Klanten zochten contact met de media nadat zij in de problemen waren geraakt door een hypotheeklening bij DSB Bank.
Dit hield verband met de koppelverkoop van overlijdensrisicoverzekeringen en arbeidsongeschiktheidsverzekeringen in de vorm van een of meer koopsompolissen. De koopsom werd aan DSB betaald uit een verhoging van de hypotheeklening.
Het afsluiten van een (overlijdens)risicoverzekering naast een hypotheek is niet ongebruikelijk, wel is het ongebruikelijk om deze verzekering in één keer te betalen. Er werd gesteld dat DSB tot wel 80% provisie in rekening bracht van de koopsom, hoewel DSB zelf bij NOVA stelde dat dit gemiddeld slechts 51% bedroeg en dat dit percentage voor de sector niet ongebruikelijk was.
Door deze gang van zaken waren de afgesloten leningen soms erg hoog in vergelijking met de marktwaarde van de woning, en ook in vergelijking met de financiële draagkracht c.q. het inkomen. Uit onderzoek van onder andere TROS Radar en NOVA kwam naar voren dat in veel gevallen het geleende bedrag de marktwaarde van de woning ver oversteeg. Gebruikelijk was dat een hypotheek niet hoger was dan 125% van de executiewaarde van een pand. Uit een steekproef onder 700 probleemhypotheken bij DSB kwam naar voren dat deze gemiddeld 146% van de executiewaarde bedroegen.
Ondanks de hoge hypotheek leken de maandlasten in eerste instantie mee te vallen, de klanten van DSB gingen af op de in reclame en/of promotie vermelde (lagere) hypotheekrente voor de beginperiode. De lage hypotheekrente was echter van korte duur, al snel (gemiddeld na één jaar) werd conform het contract de rente verhoogd (een fenomeen ook bekend van de Amerikaanse 'rommelhypotheken'). De gedragsregel dat de bank (als geldverstrekker) rekening dient te houden met de financiële draagkracht van de klant werd door DSB niet altijd goed nageleefd. Klanten waarbij de hypotheekschuld (veel) te hoog was in verhouding tot de waarde van de woning hadden moeite om een bank te vinden die het risico aan wilde om hun hypotheek over te nemen, waardoor deze mensen in de praktijk vast zaten aan de DSB. Veel klanten zagen zich genoodzaakt hun woning te verkopen en bleven zitten met een hoge restschuld.

### Boete van de AFM
In mei 2009 heeft de Autoriteit Financiële Markten (AFM) twee boetes opgelegd, omdat DSB Bank onzorgvuldig was geweest bij het verstrekken van hypotheekleningen. Een boete van € 96.000 werd opgelegd wegens overcreditering. Een tweede boete van € 24.000 werd opgelegd omdat DSB Bank haar klanten onvoldoende had geïnformeerd over de financiële producten. Ook had DSB Bank onvoldoende informatie ingewonnen of haar advies onvoldoende gebaseerd op informatie die zij wel had ingewonnen. DSB Bank zei de boetes vervelend te vinden en slecht voor het imago.

### Schadeclaims
In 2009 werden de stichtingen Hypotheekleed en Steunfonds Probleemhypotheken opgericht, het Steunfonds Probleemhypotheken opereerde ook onder de namen DSB Ramp en DSB Leed. Doelstelling van de stichtingen was (potentiële) consumenten waarschuwen voor (voormalige) praktijken van DSB en bemiddeling tussen DSB en gedupeerden.
De Stichting Hypotheekleed, met als voorzitter Pieter Lakeman, wilde een collectieve schadeclaim neerleggen bij DSB. Het Steunfonds Probleemhypotheken, met als voorzitter financieel adviseur Jelle Hendrickx, zocht het meer in bemiddeling op individueel niveau tussen DSB en gedupeerde cliënten. DSB had toegezegd gedupeerde klanten te compenseren, in een uitzending van NOVA in augustus 2009 bleek echter dat DSB zich niet aan haar woord had gehouden.
Hendrickx was eerder financieel adviseur van Hypotheekleed, totdat Pieter Lakeman voorzitter werd. Lakeman gaf Hendrickx zijn congé, waarna Lakeman een samenwerking aanging met de Hypotheekshop. In de ogen van Lakeman trad Hendrickx niet daadkrachtig genoeg op. Hendrickx startte op zijn beurt het Steunfonds Probleemhypotheken. Zowel Lakeman als Hendrickx traden regelmatig op in uitzendingen van Tros Radar.

### Oud-medewerkers aan het woord
Op 28 september 2009 vertelden oud-medewerkers van DSB Bank in het tv-programma NOVA, dat de bank systematisch en op grote schaal zo veel en zo hoog mogelijke koopsompolissen verkocht zonder de klant te waarschuwen voor de risico’s. De koopsompolissen werden via koppelverkoop aan de man gebracht: zonder koopsompolis kreeg de klant geen hypotheeklening. Van de (overbodige) koopsommen kwam minimaal 80% als provisie bij DSB terecht.
Naar aanleiding van deze berichtgeving vroegen de SP, GroenLinks en de PvdA aan minister van Financiën, Wouter Bos, stappen te ondernemen tegen het beleid van koppelverkopen bij DSB bank. SP-Kamerlid Ewout Irrgang noemde het aansmeren van overbodige koopsompolissen ‘legale diefstal’. Bos noemde de provisies voor de koopsompolissen van 80 tot 90% 'totaal idioot'. Volgens Bos gebeurden er bij DSB 'dingen die niet door de beugel kunnen'.
De dag na de uitzending van NOVA maakte Ed Nijpels bekend dat hij zijn functie als commissaris bij DSB per direct neerlegde. Volgens Nijpels had dit niet met de negatieve publiciteit te maken, maar met zijn benoeming tot bestuursvoorzitter van de Stichting Pensioenfonds ABP. Nijpels was sinds 1 juli 2004 commissaris bij DSB, daarmee was hij een van de langstzittende commissarissen bij DSB. Nijpels werd op 1 augustus 2009 benoemd bij het ABP.

### Bankrun na oproep Pieter Lakeman
Op donderdag 1 oktober 2009 om 7.45 uur deed Pieter Lakeman van de Stichting Hypotheekleed een oproep in het KRO-programma Goedemorgen Nederland. Hij riep alle rekeninghouders op om hun tegoeden bij DSB Bank weg te halen: 'DSB moet failliet', aldus Lakeman. Volgens hem was dat de enige manier voor gedupeerden om nog wat van hun geld terug te krijgen, omdat dan een curator de zaak eerlijk zou afhandelen. De oproep van Lakeman trok veel aandacht in de media. De bank was kwetsbaar omdat veel kort spaargeld was aangetrokken om langlopende hypotheken te dekken.
Premier Balkenende noemde de oproep 'bedenkelijk' en minister Wouter Bos van Financiën sprak van 'een onverantwoordelijke actie' van Lakeman.
Ook de Tweede Kamer en De Nederlandsche Bank vonden de oproep van Lakeman onverstandig.
Bij hoge uitzondering gaf De Nederlandsche Bank op 1 oktober 2009 een korte verklaring over DSB af, waarbij werd opgemerkt dat DSB voldeed aan de eisen die aan de solvabiliteit en liquiditeit worden gesteld.
Een groot aantal DSB-klanten gaf gehoor aan de oproep van Lakeman. Op de dag van de oproep was de website van DSB vanaf 10 uur in de ochtend niet meer bereikbaar en was het onmogelijk om geld op te nemen via het internet.
Volgens een woordvoerder van DSB kwam dit door een gecoördineerde aanval van hackers op de site en later door onderhoud aan de site.
Een dag na de oproep van Lakeman was de website van DSB nog steeds niet bereikbaar. Volgens Robin Linschoten, chief risk officer van DSB, kwam dat door een 'gecoördineerde aanval van hackers op de it-systemen van DSB Bank', die vanuit twaalf Europese landen zou zijn opgezet. Linschoten ontkende verder wederom dat er een run op de bank was. Pieter Lakeman noemde het verhaal over de hackers 'waarschijnlijk een leugen' en zei ervan overtuigd te zijn dat DSB zelf de stekker uit internet had getrokken omdat er anders inmiddels honderden miljoenen bij DSB waren weggehaald. Computerbeveiligingsexpert Rop Gonggrijp twijfelde in de media eveneens aan de verklaring van DSB. Volgens hem is een aanval van hackers een veelgebruikte smoes om eigen incompetentie te verhullen.

### Excuses
Op 1 oktober 2009 verscheen DSB-bestuurder Hans van Goor 's avonds in het televisieprogramma NOVA. Hij betuigde spijt voor de handelwijze van DSB, maar zei dat deze handelwijze tot het verleden behoorde. Van Goor erkende dat DSB in het verleden fouten had gemaakt bij het verstrekken van hypotheken, maar dat daar vanaf april 2009 geen sprake meer van was. Vanaf die datum zou DSB geen koopsompolissen meer verkocht hebben, Van Goor merkte op dat andere banken deze polissen nog wel verkochten. In dezelfde uitzending ontkende een andere topman van DSB, Robin Linschoten, alle geruchten en verdachtmakingen. Volgens Linschoten was de eerdere uitzending van NOVA, waarin ex-medewerkers aan het woord kwamen, volledig door NOVA in scène gezet,
De excuses van Van Goor waren juridisch gezien gevaarlijk, omdat DSB daarmee schuld bekende. Bij de klanten vielen de excuses echter goed, omdat 'DSB de hand in eigen boezem stak'. Twee dagen na Van Goor bood ook eigenaar Dirk Scheringa de klanten van DSB bank zijn excuses aan. In een schriftelijke verklaring verzekerde hij de klachten zo snel mogelijk op te lossen.

### Akkoord DSB en gedupeerden werd zaak voor de curatoren
Niet alle gedupeerden waren blij met de oproep van Lakeman om DSB failliet te laten gaan. De regelingen die het Steunfonds Probleemhypotheken voor individuele gedupeerden had willen afsluiten, zouden bij een faillissement juist in gevaar komen, aldus voorzitter Jelle Hendrickx.
De Stichting Steunfonds Probleemhypotheken behartigde de belangen van een paar duizend gedupeerde DSB-klanten.
Op 8 oktober 2009 kondigden DSB en de Stichting Steunfonds Probleemhypotheken aan een akkoord bereikt te hebben over de manier waarop klachten over de bank zouden worden afgewikkeld. Die regeling kwam erop neer dat klanten die in de problemen waren gekomen door te hoge maandlasten, hun schuld over een langere periode mochten terugbetalen. Ook zou een deel van de door hen betaalde koopsompolissen worden gebruikt voor de aflossing van de hypotheek. Bovendien was het in bepaalde gevallen mogelijk om een lagere vaste rente te krijgen. Dit zou resulteren in lagere maandlasten. De regeling is echter nooit door de DSB Bank ondertekend omdat De Nederlandsche Bank in een overleg met DSB-bestuurder Robin Linschoten de ondertekening op het laatste moment tegenhield. Waarom DNB de ondertekening tegenhield, was niet duidelijk. DSB stelde dat de regeling haar ongeveer 85 miljoen zou kosten.
De Stichting Steunfonds Probleemhypotheken had een open-einderegeling bedongen, waarvan iedereen die zich meldde gebruik kon maken. Volgens Lakeman stelde de regeling weinig voor, Lakeman stelde dat DSB een veel groter deel van de koopsompolissen zou moeten terugbetalen. Klanten moesten, zo zei Lakeman, nog steeds het hele bedrag terugbetalen, de schuld werd alleen uitgesmeerd over een langere periode.
Op 22 februari 2013 stopte de Stichting Hypotheekleed. Nu de curatoren reeds 180 miljoen daadwerkelijk hadden uitgekeerd aan DSB-slachtoffers, verwachtte Pieter Lakeman dat uiteindelijk deze teller dicht bij de 500 miljoen euro zou komen te staan.
Op 27 december 2016 werd DNB in hoger beroep verplicht tot uitbetaling van de wettelijke rente inzake het depositogarantiestelsel.

## Ondergang

### Noodregeling conform Wet op het financieel toezicht
Tien dagen na de oproep van Lakeman bleken de problemen bij DSB aanzienlijk. In drie dagen hadden rekeninghouders 317 miljoen opgenomen, hetgeen was opgelopen tot 664 miljoen op het moment dat de rechtbank tot een noodregeling besloot.
Op zondagavond 11 oktober 2009 om 19.00 uur diende De Nederlandsche Bank een verzoek in bij de rechtbank te Amsterdam om op DSB Bank de noodregeling als bedoeld in de Wet op het financieel toezicht (Wft) van toepassing te verklaren. Minister Wouter Bos van Financiën was die nacht urenlang op het hoofdkantoor van DNB. Dit bezoek van Bos en de commotie binnen DNB is kennelijk uitgelekt naar de pers. Het verzoek van DNB werd in eerste instantie (maandag 12 oktober om 01.00 uur) afgewezen – volgens de rechtbank was de situatie weliswaar zorgelijk maar had de bank nog voldoende liquide middelen – maar in de loop van de ochtend alsnog gehonoreerd. De rechtbank verklaarde de noodregeling van toepassing, terwijl twee bewindvoerders (Rutger Schimmelpenninck en Joost Kuiper) werden aangesteld, die vanaf dat moment de bedrijfsvoering overnamen. In deze beschikking werd door de rechtbank gesteld: "De liquiditeit van DSB ontwikkelt zich thans op gevaarlijke wijze en er is geen vooruitzicht op verbetering van die ontwikkeling".
Door berichten in de pers was er namelijk vanaf 05.00 uur opnieuw een bankrun op gang gekomen (ongeveer 30 miljoen euro op maandagochtend).
Ongeveer vanaf maandag 12 oktober 2009 11.30 uur kon een rekeninghouder van DSB Bank niet meer over zijn tegoed beschikken. Dinsdag 13 oktober bleek pinnen met een betaalkaart niet langer mogelijk. Een klant met een lopende rekening kon met zijn betaalkaart tot en met woensdag 14 oktober een bedrag van maximaal € 250 per dag opnemen bij een gelduitgifteautomaat van een andere bank dan DSB.

#### Reacties
DSB-eigenaar Scheringa zei dat hij zich gepakt voelde door minister van Financiën Wouter Bos en DNB-president Nout Wellink. Volgens Scheringa was toepassing van de noodregeling onnodig. Scheringa weet de stap van de rechtbank aan het lekken van informatie naar de pers: op 12 oktober verschenen in de ochtend alarmerende berichten over DSB in de Volkskrant. en het Financieele Dagblad.
Wellink meldde dat er na het lekken tientallen miljoenen van de bank waren gehaald. De beschuldiging van DSB dat er gelekt zou zijn, noemde DNB-voorzitter Nout Wellink ongegrond. Wellink had ook voor de rechtbank al ontkend dat de DNB iets met het lekken van informatie te maken had. Tijdens de persconferentie merkte Wellink op dat het lekken niet kwaadwillig gebeurd hoefde te zijn en dat er nog vijf banken bij de besprekingen betrokken waren.
Volgens minister Bos was de bank in de problemen gekomen door "het eigen beleid, weglopende klanten en onduidelijke communicatie". Bos zei dat er een onafhankelijk onderzoek komt naar de gang van zaken rond de DSB Bank.
Na de val van de bank is de website Lakemanleed.nl opgericht die een schadeclaim tegen Lakeman zegt voor te bereiden namens gedupeerde rekeninghouders.
Op 13 oktober zei advocaat Dion Bartels ook namens gedupeerden een claim tegen (voormalig) topbestuurders van DSB Bank voor te bereiden om hen persoonlijk aansprakelijk te stellen. Topbestuurders hebben een bestuursaansprakelijkheidsverzekering.

#### Reddingspogingen
De Nederlandsche Bank heeft in het weekend van 10 en 11 oktober 2009 nog geprobeerd om DSB een doorstart te laten maken onder de hoede van Rabobank, ABN AMRO, ING, Fortis en SNS, maar dat is niet gelukt.
Ook de bewindvoerders hebben gesproken met enkele kandidaten voor overname, maar alle kandidaten hebben zich teruggetrokken. Daarna heeft Dirk Scheringa zelf nog gesproken met de eerder genoemde vijf Nederlandse banken en met Lone Star Funds.
Ten slotte had Scheringa een voorstel dat spaarders met spaartegoeden die buiten de garantieregeling vallen, die tegoeden zouden omzetten in aandelen in het bedrijf om daarmee het eigen vermogen van DSB Bank te vergroten. Dit zogenoemde "Plan B" behelsde tevens een extra kapitaalinjectie van 100 miljoen door de overheid, alsmede het opnieuw beschikbaar stellen van 700 miljoen liquiditeitskrediet door De Nederlandsche Bank. Minister Bos van Financiën heeft dit plan en deze kapitaalinjectie geweigerd. Hiermee verviel de laatste optie tot behoud van de bank.

### Faillissement DSB Bank
Op verzoek van de bewindvoerders heeft de rechtbank DSB Bank op 19 oktober 2009 failliet verklaard. De rechtbank had DSB Bank tweemaal uitstel verleend om een gegadigde te vinden die de bank in z'n geheel zou willen overnemen. Bij een faillissement kan de curator ook delen van DSB Bank verkopen.
In de persconferentie na de uitspraak van de rechtbank stelde Dirk Scheringa: "We zijn niet failliet gegaan, we zijn gewoon kapotgemaakt". Ook sprak hij van "een volkomen gezond bedrijf" dat te gronde was gericht.
Door het faillissement is het depositogarantiestelsel geactiveerd, waardoor rekeninghouders hun tegoed bij de bank tot een bedrag van € 100.000 ontvingen van De Nederlandsche Bank. Uitkeringen vanwege het depositogarantiestelsel zou De Nederlandsche Bank (DNB) volgens een bepaalde verdeelsleutel verhalen op de Nederlandse banken, die een (renteloze) vordering kregen op de failliete boedel. Als eerste schatting werd een bedrag van 1 miljard euro genoemd dat de andere banken kwijt zijn aan de ondergang van DSB Bank (Rabo, ING, ABN Amro Fortis, SNS respectievelijk 40% - 20% - 20% - 8%).
In totaal waren bijna 400.000 klanten gedupeerd. 4000 klanten hadden meer dan €100.000 spaargeld bij DSB Bank. Zij krijgen in principe €100.000 van DNB vergoed en moeten de rest op de boedel verhalen. 4500 klanten met achtergestelde deposito's staan achter in de rij van schuldeisers, maar in 2011 werd bepaald dat achtergestelde deposito's van de DSB Bank wel vallen onder het depositogarantiestelsel. Klanten die zijn gedupeerd door (te) dure koopsommen en (te) hoge hypotheekleningen hebben – in principe – een claim op de failliete boedel. Een schadeclaim die door de curator wordt gehonoreerd – wat juridisch niet zo eenvoudig ligt – wordt afgeboekt op de hypotheeklening. Alsdan hadden deze gedupeerden geen last van tekorten in de failliete boedel. Spaarders-zonder-garantie en gedupeerde hypotheekleners hebben aldus tegengestelde belangen in de failliete boedel.
Ongeveer 1400 van de 2000 medewerkers werd onmiddellijk na het faillissement ontslag aangezegd, inclusief de directie.
Over het faillissement van DSB Bank verscheen op zaterdag 29 mei 2010 een film, DSB the Movie. Deze film van Eindhovenaar Jan Willem Alphenaar kwam door middel van crowdsourcing tot stand. DSB the Movie is door vierhonderd onafhankelijke vrijwilligers gemaakt. Verdeeld over zeventien filmcrews poogden zij de mening van 'de Nederlander' uit te beelden over de ondergang van de bank.
Na een poging van Scheringa om onderzoek te laten doen naar de ondergang werd op 28 oktober 2010 bekendgemaakt dat er geen parlementaire enquête naar de ondergang van de DSB Bank zou komen.

### DSB Beheer failliet
Op 21 oktober 2009 werd ook DSB Beheer failliet verklaard. Met een schuld van 75 miljoen euro bij DSB Bank en hypotheekleningen bij andere banken had DSB Beheer te weinig inkomsten om aan alle verplichtingen te voldoen, zoals betaling van rente.
Met het faillissement van DSB Beheer is het gehele DSB-concern meegesleept in de ondergang van DSB Bank. Door de vele dwarsverbanden binnen het DSB-concern zijn deze twee faillissementen nauw aan elkaar gerelateerd. DSB Bank heeft ongeveer 75 miljoen euro uitgeleend aan andere onderdelen van het DSB-concern. Daarom heeft DSB Bank groot belang bij de failliete boedel van DSB Beheer. Rutger Schimmelpenninck is curator in beide faillissementen.

#### Voetbalclub en stadion
Tijdens de noodregeling (van de bank) had voetbalclub AZ bekendgemaakt, dat er voor het lopende seizoen geen gevolgen zouden zijn. De sponsorbijdrage was al betaald. Wel moest de club voor het nieuwe seizoen op zoek naar een nieuwe hoofdsponsor. Scheringa is als voorzitter afgetreden. Voor het stadion had de club een langlopend huurcontract. AZ verwijderde alle DSB-uitingen. Op 4 november verdween de naam DSB van het stadion.

#### Schaatsploegen
De DSB-schaatsploeg ondervond al direct de gevolgen van de noodregeling en moest zelf de kosten van een trainingskamp in Duitsland betalen. De schaatsers stonden ook op de loonlijst bij DSB Bank zelf. De KNSB liet weten desnoods bij te springen in de aanloop naar de Olympische Winterspelen 2010 in februari. De langebaanploeg presenteerde op 12 november nieuwe sponsoren en ging verder onder de naam Control. De DSB-marathonploegen vonden enkele weken later ook nieuwe sponsors.

#### Museum en collectie

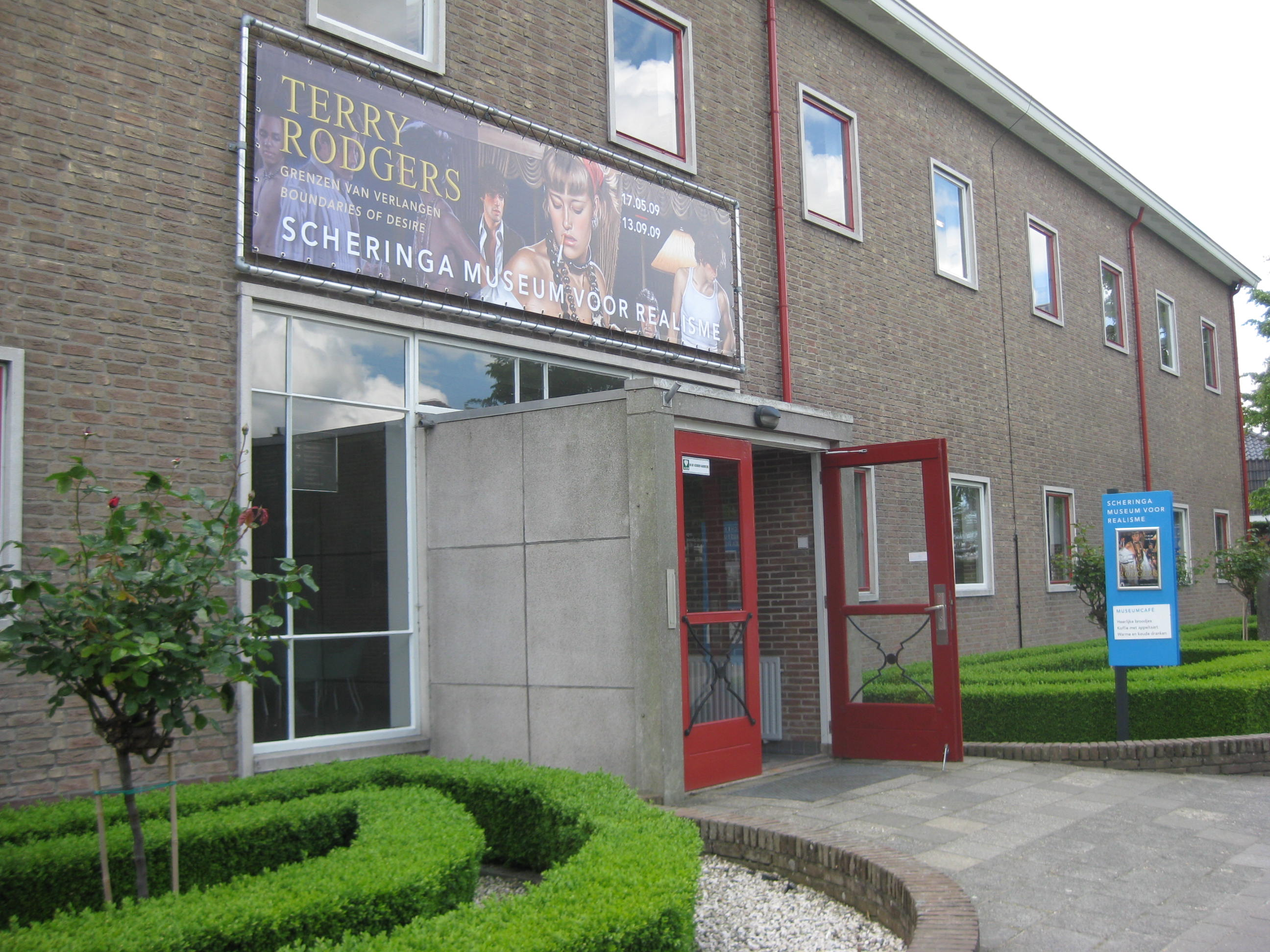
Het Scheringa Museum voor Realisme

De bouw van het nieuwe Scheringa Museum voor Realisme werd op 16 oktober gestaakt. Het museum zou in februari 2010 worden geopend. Op 20 oktober heeft de deurwaarder in opdracht van ABN AMRO beslag gelegd op de collectie; de schilderijen zijn in verhuiswagens afgevoerd, buiten het bereik van de fiscus, die tot bodembeslag had kunnen overgaan, ook al zou de collectie uiteindelijk buiten het faillissement vallen. De collectie diende als extra onderpand voor de hypotheeklening voor de nieuwbouw.
Het museum-in-aanbouw is een probleemgeval voor de curatoren.  De nieuwbouw is slechts 80% klaar, niet goed bruikbaar (althans veel te duur) voor iets anders dan als museum, terwijl er door de DSB-faillissementen al (te) veel kantoorruimte op de markt komt.
DS Arts, waar het museum onder valt, werd op 17 november failliet verklaard. Wel is nog geprobeerd de collectie bij elkaar te houden.
Uiteindelijk kocht Hans Melchers ongeveer 1000 van de 1240 stukken uit de failliete boedel voor een eigen museum.

## Nasleep

### Onderzoekscommissie-Scheltema
Begin november 2009 werd door minister van financiën Wouter Bos een commissie ingesteld die onderzoek moest doen naar de gang van zaken bij DSB, de handelwijze van bestuurders en commissarissen, de DNB, de AFM, het Ministerie van Financiën en de toereikendheid van de Wet op het financieel toezicht (Wft). De periode 2005 tot eind 2009 werd hierbij onderzocht. De commissie bestond uit professor Michiel Scheltema (voorzitter), de commissieleden professor Edgar du Perron, professor Kees Koedijk, accountant Leo Graafsma en professor Harry van Dalen (als secretaris).
Op 29 juni 2010 presenteerde de commissie haar eindrapport. Belangrijke conclusies waren dat de DNB in 2005 geen bankvergunning had mogen verlenen, dat de leiding van Scheringa eenzijdig en weinig professioneel was en dat de DNB te geduldig was geweest met ingrijpen.
In overeenstemming met de rechtbank te Rotterdam oordeelde het College van Beroep voor het bedrijfsleven,(CBb), dat slechts een deel van het archief van de commissie onder de geheimhoudingsplicht valt. RTL kreeg hierdoor gedeeltelijk gelijk inzake de openbaarheid van het archief van DSB.

### Aanklachten

#### AFM tegen accountant van DSB
De Autoriteit Financiële Markten heeft op vrijdag 23 maart 2012 een tuchtklacht ingediend tegen een registeraccountant van Ernst and Young bij de Accountantskamer. Volgens de AFM had de accountant nooit de jaarrekening 2008 van de DSB Bank mogen goedkeuren. Lange leningen werden met direct opeisbaar spaargeld gefinancierd.
Op 23 november 2012 kreeg de accountant een berisping. November 2015 werd in hoogste instantie deze accountant van Ernst and Young door het College van Beroep voor het bedrijfsleven voor een half jaar geschorst. Het College oordeelde strenger dan de Accountantskamer. De accountant is op meerdere punten tekortgeschoten, aldus het oordeel. Er was een gebrek aan diepgang en aan een professioneel-kritische instelling waardoor de controle van belangrijke balansposten van DSB Bank op te mechanische wijze werd uitgevoerd. Verder had hij onvoldoende vraagtekens geplaatst bij de vergaande verwevenheid tussen DSB Bank en DSB Beheer en de vele bestuurswisselingen binnen de bank. Tot slot had de accountant te weinig grond voor zijn goedkeuring van de continuïteit van de bank omdat er twijfels waren of het verdienmodel van DSB Bank wel houdbaar was. De straf heeft geen praktische gevolgen omdat de accountant inmiddels met pensioen is gegaan.

#### Curatoren tegen DNB
Op 25 oktober 2013 werd bekend dat de curatoren van DSB voornemens waren een klacht wegens gebrekkig toezicht neer te leggen bij De Nederlandsche Bank. Het verlagen, de haircut, door DNB op 5 oktober 2009 van het DSB-krediet van 1800 naar 1000 miljoen euro was de doodsteek. Bij de rechtbank te Amsterdam betwistten de curatoren op 16 december 2014 tevergeefs zowel het verlenen als het intrekken van de bankvergunning door DNB.

#### Curatoren versus bestuurders DSB
Curatoren overwegen nog steeds schadeclaims tegen sommige voormalige bestuurders van DSB. Met commissaris René Neelissen werd een schikking van 500.000 euro getroffen. Echter oktober 2016 kwam er een finale overeenkomst met de twee belangrijkste oud-bestuurders, Dick Scheringa en Hans van Goor. Deze betaalden een schadevergoeding en zagen af van hun eigen vorderingen op de boedel. Door deze deal zijn ook de andere bestuurders zoals Gerrit Zalm gevrijwaard van verdere stappen.

### Voortzetting van activiteiten en nieuwe handelsnaam Finqus
Na het faillissement werden geen nieuwe klanten meer aangenomen, maar het beheer van bestaande rekeningen en leningen (en het innen van rente op die leningen) werd voortgezet. Het praktische beheer van de leningen werd vanaf juni 2013 uitgevoerd door het bedrijf Quion in Capelle aan den IJssel, dat ook een deel van het DSB-personeel overnam.
In juni 2016 nam DSB de nieuwe handelsnaam "Finqus" aan voor de voortgezette activiteiten en het klantencontact. De curatoren hadden hiervoor toestemming van de rechter-commissaris. In 2017 werd een dochterbedrijf opgericht met deze naam. In 2018 nam Finqus B.V. de leningenportefeuille (vorderingen) en het personeel over van DSB Bank, waar een lening van het moederbedrijf aan Finqus tegenover stond.
Per 1 april 2020 staat Finqus toe alle leningen boetevrij af te lossen. Dit zal een versnelling geven aan het afbouwen van de resterende portefeuille.

### Betaling van schuldeisers uit de boedel
Na het faillissement kon de failliete DSB Bank weer winst maken dankzij de grote afslanking en het staken van rentebetalingen over schulden. Daardoor konden de curatoren verschillende malen tussentijdse betalingen doen aan schuldeisers. Op 5 december 2014 kondigden ze een grote nabetaling aan van 35% aan de schuldeisers. Opgeteld bij eerdere uitkeringen van 39% is dan 74% door curatoren uitbetaald. Laatstgenoemden verwachtten in een periode van 10 jaar volledig de schuldeisers te kunnen terugbetalen.
Belangrijk was een verbindendverklaring van de door curatoren voorgestelde compensatieregeling door het gerechtshof te Amsterdam op 4 november 2014. Hierna waren banken bereid de boedel 1,4 miljard euro te lenen om tot vervroegde uitbetaling over te gaan. Op 4 december 2015 bood de curator alle particuliere schuldeisers 100% van de hoofdsom aan, mits zij afzien van rente en schadeclaims jegens de boedel. In het 33e faillissementsverslag bleek dat 98,5% van de schuldeisers het aanbod had geaccepteerd. Grote dissident was DNB. De curatoren hebben het aanbod later ingetrokken. Curatoren benoemen in hun verslaggeving dit inmiddels ingetrokken voorstel als: "Het Aanbod".
Intussen boekte de sterk afgeslankte failliete bank in 2015 175 miljoen winst. Het bedrijf stond onder leiding van de curator met nog 24 medewerkers. Oktober 2017 maakten de curatoren bekend "dat de schuldeisers al hun vorderingen – aanvankelijk zo'n €4 mrd – waarschijnlijk terug zullen zien". De winst over het boekjaar 2017 bedroeg ruim 104 miljoen euro.
In het 32e faillissementsverslag spreken curatoren de verwachting uit alle schuldeisers te kunnen terugbetalen, mits ze nog minimaal 5 jaar mogen doorgaan met bankieren. April 2018 melden ze daar nog 3 jaar voor nodig te hebben. Vervolgens was Finqus bezig de banken die geld hadden uitstaan, 50% van hun rentevorderingen te voldoen. Op 26 november 2019 werd een negende uitdeling gedaan van 4% aan alle concurrente schuldeisers. Totaal is dan 78% van de vorderingen uitgekeerd. Curatoren voorzagen toen een verkoop van de leningenportefeuille en afwikkeling van het faillissement in de loop van 2020/2021.
19 juli 2021 kwam naar buiten dat de curatoren de laatste 17.000 leningen hebben verkocht aan NIBC-bank. Daar was een bedrag mee gemoeid van 1,5 miljard euro. Toezichthouders moesten nog goedkeuring verlenen. maar het zag er zonnig uit voor de schuldeisers. Die krijgen 100% van hun vorderingen met een positieve rente vergoed. De bank maakte de afgelopen jaren winst en keerde dividend uit. Bovendien nam het een leningenportefeuille over van DNB. De belastingafdrachten waren ruim 7 miljoen in 2019 en ruim 5 miljoen in 2020. De voorziening voor oninbare leningen is 118 miljoen, hetgeen ruim te noemen is in de huidige oververhitte huizenmarkt.
Op 17 november 2021 was de verkoop van de leningenportefeuille afgerond. Finqus verkocht de leningenportefeuille aan Hypinvest Hypotheken BV, een 100% dochteronderneming van NIBC Bank NV.
Op 17 december 2021 werd de bij de rechtbank gedeponeerde slotuitdelingslijst verbindend. Alle schuldeisers waren reeds betaald en de curatoren restten de taak 650 miljoen uit de boedel te verdelen onder de schuldeisers, die nog geen rente over hun voorderingen hadden ontvangen. De schuldeisers hadden een totale claim ingediend van 785 miljoen. In juni 2022 werd bekendgemaakt dat de 280.000 voormalige rekenhouders die nog rente tegoed hadden dit gedeeltelijk terug zouden ontvangen. Via een speciale website konden ex-klanten zich melden voor de uitkering. In de meeste gevallen zou het gaan om een bedrag van minder dan € 10. De geschatte claim van de rente bedroeg ongeveer  € 785 miljoen, waar echter € 650 miljoen voor beschikbaar was. 